# Kapàssovo
Kapàssovo (en rus: Капасово) és un poble de la República de Mordòvia, a Rússia, segons el cens del 2010 tenia 385 habitants, pertany al municipi d'Atiàixevo.